# The Moscow Times
The Moscow Times es un periódico diario de lengua inglesa que se edita en la ciudad de Ámsterdam. El periódico está dirigido, principalmente, a los expatriados, turistas y ciudadanos rusos de habla inglesa. El periódico se podía encontrar en lugares habituales de público internacional como cafés, hoteles y restaurantes de manera gratuita, pero no se vendía en quioscos de prensa. Lleva publicándose ininterrumpidamente desde 1992 pero desde 2017 sólo en edición digital.
El periódico comenzó publicándose dos veces por semana, antes de convertirse en diario unos meses después. Hasta el año 2000, la sede del The Moscow Times se encontraba en las antiguas oficinas del diario Pravda y fue el primer periódico occidental que se publicaba en Rusia. En 2022 su sede se trasladó fuera de Rusia. En 2008 contaba con una circulación de 35.000 ejemplares.